# Colonna di Foca
La colonna di Foca è una colonna monumentale eretta davanti ai rostra nel Foro Romano e dedicata o ridedicata in onore dell'imperatore romano Foca il 1º agosto 608. Fu l'ultimo monumento onorario nel Foro.

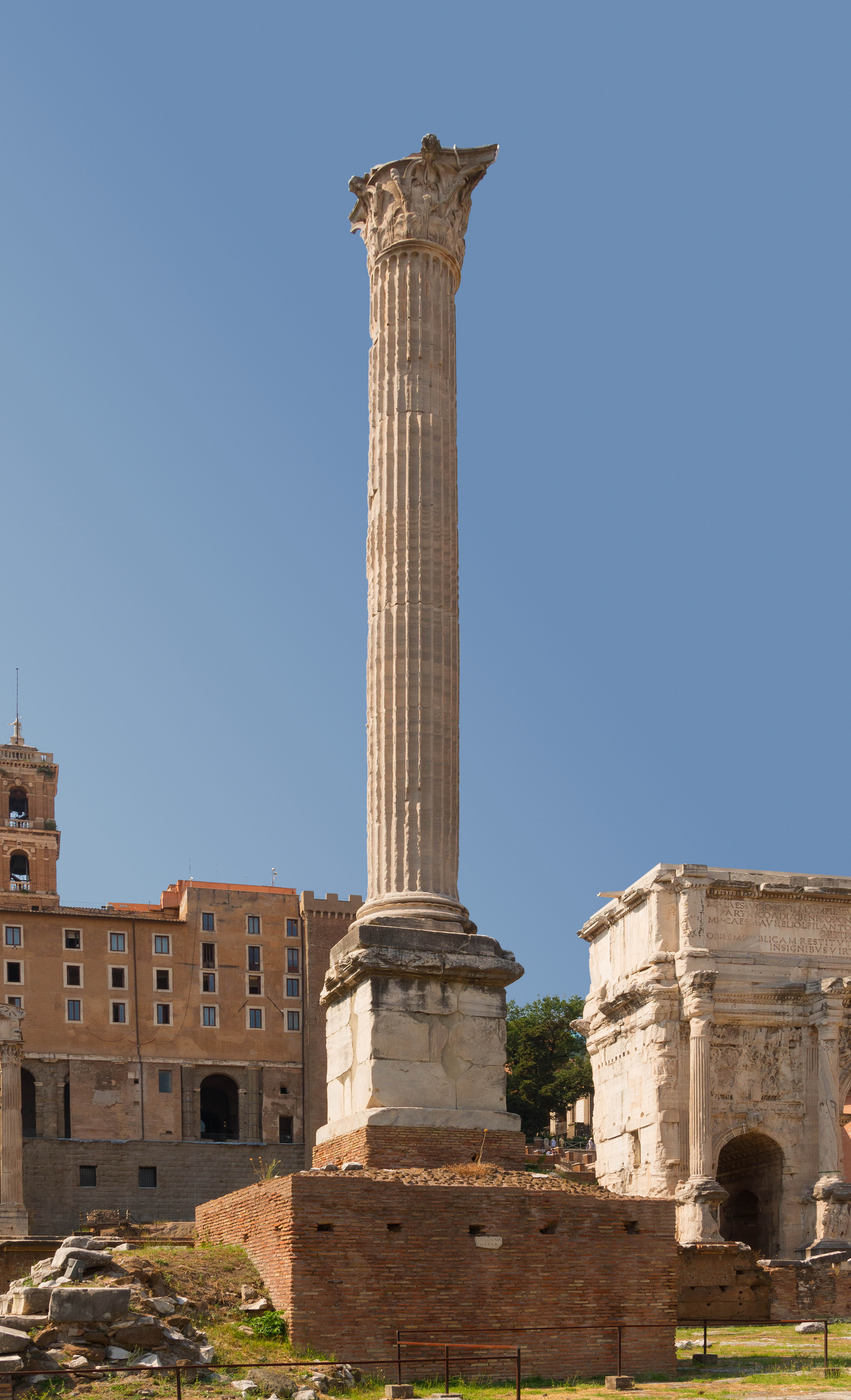
La colonna di Foca, e sullo sfondo l'arco di Settimio Severo

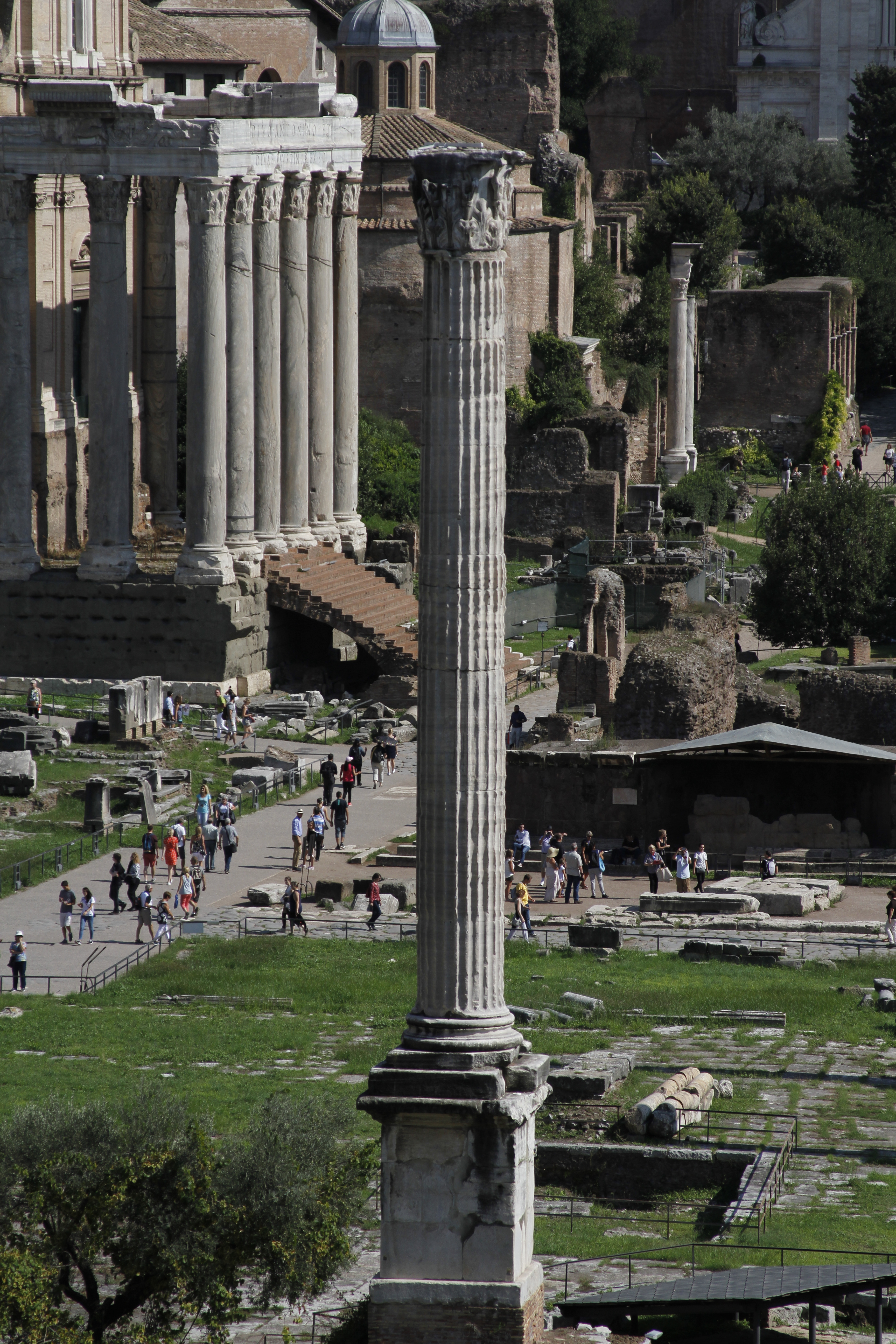
Colonna di Foca

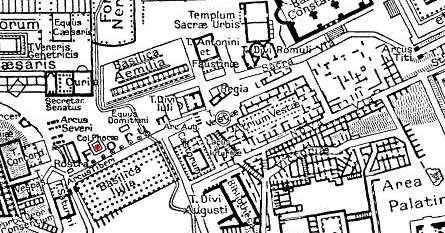
Foro Romano, in rosso la colonna di Foca

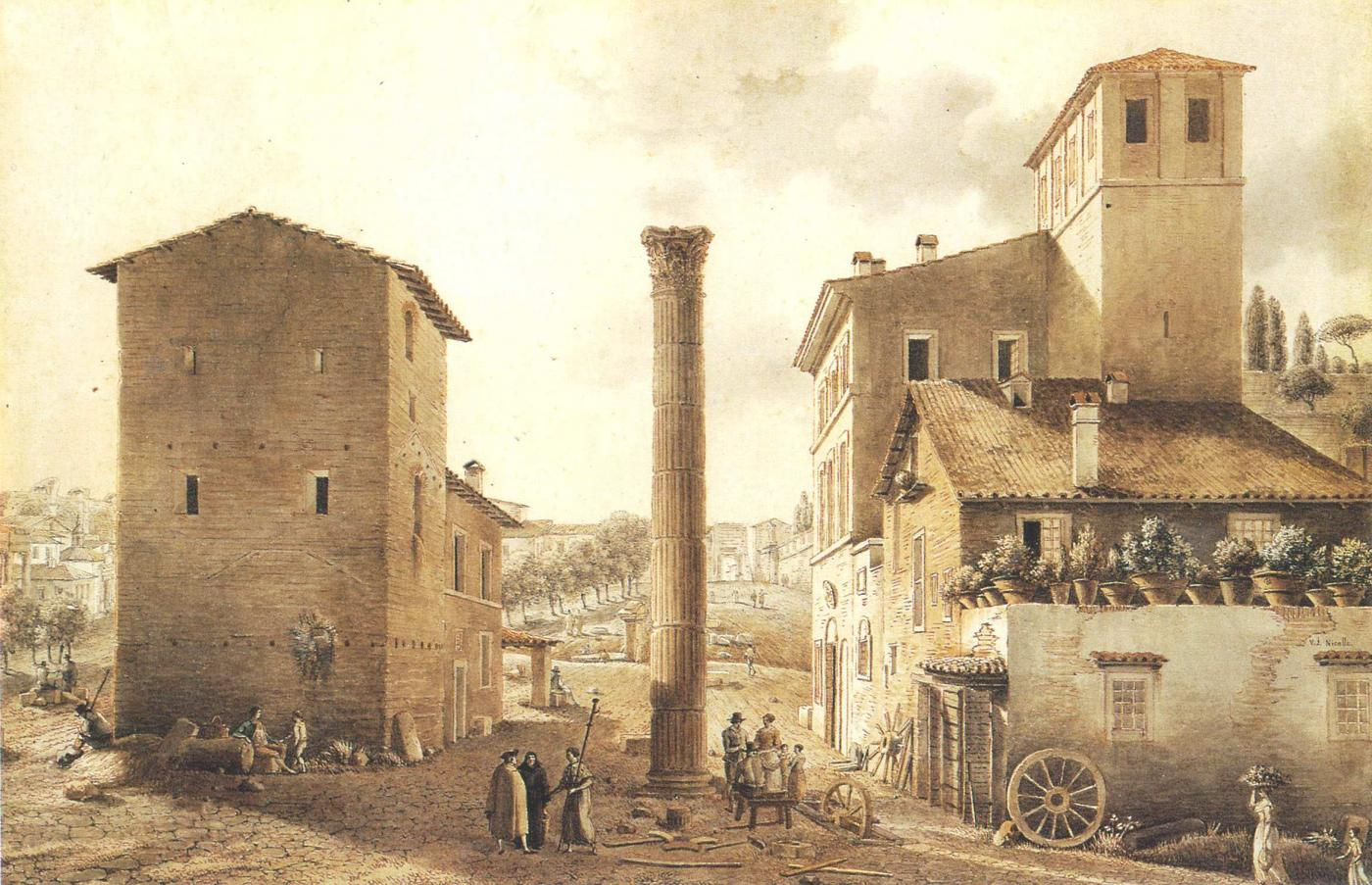
La colonna in un disegno di Victor-Jean Nicolle del 1771

## Storia
Il motivo preciso per cui questa colonna fu eretta non è chiaro, nonostante Foca avesse donato formalmente il Pantheon al papa Bonifacio IV. 
Nell'ottobre 610, Foca, sovrano di umili origini ed usurpatore, fu catturato, torturato, assassinato e grottescamente smembrato; a ciò si aggiunse la damnatio memoriae.
Più che una dimostrazione della gratitudine verso il Papa, la statua dorata era un simbolo della supremazia su Roma, che stava cadendo sotto le pressioni dei Longobardi, e un segno di gratitudine di Smaragdo, che era indebitato con l'imperatore poiché questi gli aveva permesso il ritorno da un lungo esilio e la carica a Ravenna.
Durante gli scavi del 1813 venne alla luce un'iscrizione latina sulla base della colonna:
La colonna rimane in situ, in una posizione isolata tra le rovine, diventando un punto di riferimento nel Foro, come dimostra le diverse vedute ed incisioni in cui è raffigurata. La base non era visibile quando Giuseppe Vasi e Giovanni Battista Piranesi fecero schizzi ed incisioni della colonna a metà del XVIII secolo.

## Descrizione
La colonna corinzia, scanalata, si erge, alta 13,6 metri, sul suo basamento cubico di marmo bianco e sembra che sia stata originariamente costruita intorno al II secolo. Sulla sommità della colonna fu fatta erigere da Smaragdo, l'esarca di Ravenna, una statua dorata raffigurante Foca, ma questa fu probabilmente tolta poco dopo.
La colonna fu riciclata e sosteneva originariamente una statua dedicata a Diocleziano: l'iscrizione precedente fu cancellata per dar spazio a quella presente. La colonna è realizzata in marmo bianco, precisamente in marmo proconnesio, assai diffuso a partire dalla fine del I secolo d.C. e soprattutto dal II d.C., sormontata da un capitello corinzio databile ad epoca traianea. 
Il fondamento quadrato di mattoni non era originariamente visibile, non essendo stato il livello attuale del Foro scavato fino alla pavimentazione augustea fino al XIX secolo.
Esisteva una scalinata che venne rimossa per permettere di leggere l'iscrizione di L. Surdunus sulle lastre pavimentali, che ha permesso di datare l'ultima lastricazione al 12 a.C. circa.